# Archidiocèse de Pampelune et Tudela
Ne doit pas être confondu avec Archidiocèse de Nueva Pamplona.
L'archidiocèse de Pampelune et Tudela (en latin : Archidioecesis Pampilonensis et Tudelensis ; en espagnol : archidiócesis de Pamplona y Tudela ; en basque : Iruñea eta Tuterako artxidiozesia) est une Église particulière de l'Église catholique en Espagne.

## Territoire
L'archidiocèse de Pampelune et Tudela couvre la communauté autonome de Navarre.

## Subdivisions
En 2024, l'archidiocèse de Pampelune et Tudela est divisé en 735 paroisses (en espagnol : parroquia, au singulier), réparties entre les quinze archiprêtrés (arciprestazgo, au singulier) d'Aralar-Larraun, Baztán-Bidasoa, Corella, Estella-Viana, Lumbier, Pampelune-Barañáin (Pamplona-Barañáin), Pampelune-Berriozar (Pamplona-Berriozar), Pampelune-Egüés (Pamplona-Egüés), Pampelune-Monreal (Pamplona-Monreal), Pampelune-Zizur (Pamplona-Zizur), Pampelune-Zubiri (Pamplona-Zubiri), Pireneos, Solana Sur, Tafalla et Tudela.

## Suffragants et province ecclésiastique
Siège métropolitain, l'archidiocèse de Pampelune et Tudela a pour suffragants les trois diocèses de Calahorra et La Calzada-Logroño, Jaca et Saint-Sébastien. L'ensemble forme la province ecclésiastique de Pampelune.

## Histoire
En 1318, le diocèse de Pampelune devient suffragant de l'archidiocèse de Saragosse puis, en 1574, de celui de Burgos.
Par la bulle Ad universam agri du 27 mars 1783, le pape Pie VI érige le diocèse de Tudela. Il est suffragant de l'archidiocèse de Burgos.
À la suite du concordat de 1851, par la bulle Ad vicariam du 5 septembre 1851, le pape Pie IX unit le diocèse de Tudela à celui de Pampelune.
Par la bulle In celsissima du 8 septembre 1861, Pie IX érige le diocèse de Vitoria et y incorpore une partie de celui de Pampelune.
Par la constitution apostolique Decessorum Nostrorum du 11 août 1956, le pape Pie XII élève le diocèse de Pampelune au rang d'archidiocèse métropolitain.
Par la constitution apostolique Supremam exercentes du 11 août 1984, le pape Jean-Paul II rétabli le diocèse de Tudela et l'unit aeque principaliter à l'archidiocèse de Pampelune.

## Cathédrales
La cathédrale Notre-Dame-de-l'Assomption (en espagnol : catedral de la Asunción de Nuestra Señora) de Pampelune, dédiée à l'Assomption de sainte Marie, est la cathédrale de l'archidiocèse.
La cathédrale Très-Sainte-Marie-de-la-Solitude (catedral de María Santísima de la Soledad) de Tudela est la co-cathédrale de l'archidiocèse.